# 2A3 Kondensator 2P
2A3 Kondensator 2P (ryska: 2А3 «Конденсатор» - "Kondensator") var ett sovjetiskt självgående eldrörsartillerisystem. 2A3 är dess GRAU-beteckning.

## Utveckling
2A3 har sitt ursprung under det kalla kriget som ett svar på USA:s nya taktiska doktrin "Pentomic Division" som betonade användning av taktiska kärnvapen inklusive artilleri med kärnvapenbaserad ammunition. Den amerikanska kanonen M65 introducerades 1952 och placerafes i Västtyskland 1953. Sovjetunionen startade sitt eget program för att utveckla ett 406 mm självgående artillerisystem som kan avfyra kärnvapenprojektiler, med kodnamnet "Objekt 271". 
Grabin Design Bureau färdigställde artillerisystemet 1955. "Objekt 271"-chassit från Kotlin Design Bureau i Leningrad färdigställdes kort därefter. Systemet fick den militära beteckningen 2A3 och färdigställdes 1956 vid Kirv-verket i Leningrad. Den totala produktionen uppgick endast till fyra fordon.
Västerländska observatörer fick sin första titt på det nya vapnet under en parad 1957 på Röda torget. Till en början trodde observatörer att vapnet var en demonstrationsmodell skapad för avskräckande effekt.
Systemet hade en exceptionellt kort livslängd. Efter en period av omfattande tester tilldelades vapnen till arméns reserv. Där förblev de i tjänst tills de militära reformerna av Nikita Chrusjtjov antogs, vilket gynnade effektivare missilsystem framför det supertunga artillerisystem och tunga stridsvagnarna från den stalinistiska eran. 